# طيباريوس جيميلوس
طيباريوس يوليوس قيصر نيرون جيميلوس هو نبيل روماني وهو ابن دروسوس يوليوس قيصر و ليفيلا وحفيد الإمبراطور طيباريوس، ولد في حوالي سنة 19. أعطاه الإمبراطور طيباريوس لقب قيصر وجعله كخليفة محتمل لإبنه المتبنى كاليغولا. بعد تولي كاليغولا للحكم في سنة 37 إتهمه بالتآمر عليه وأعدم ما بين سنة 37 أو بداية سنة 38.